# Янак, Павел
Павел Янак (чеш. Pavel Janák; 12 марта 1882[…], Высочаны, Цислейтания — 1 августа 1956[…], Дейвице) — чешский архитектор и дизайнер. Один из основоположников «национального стиля» в чешской архитектуре и декоративно-прикладном искусстве.

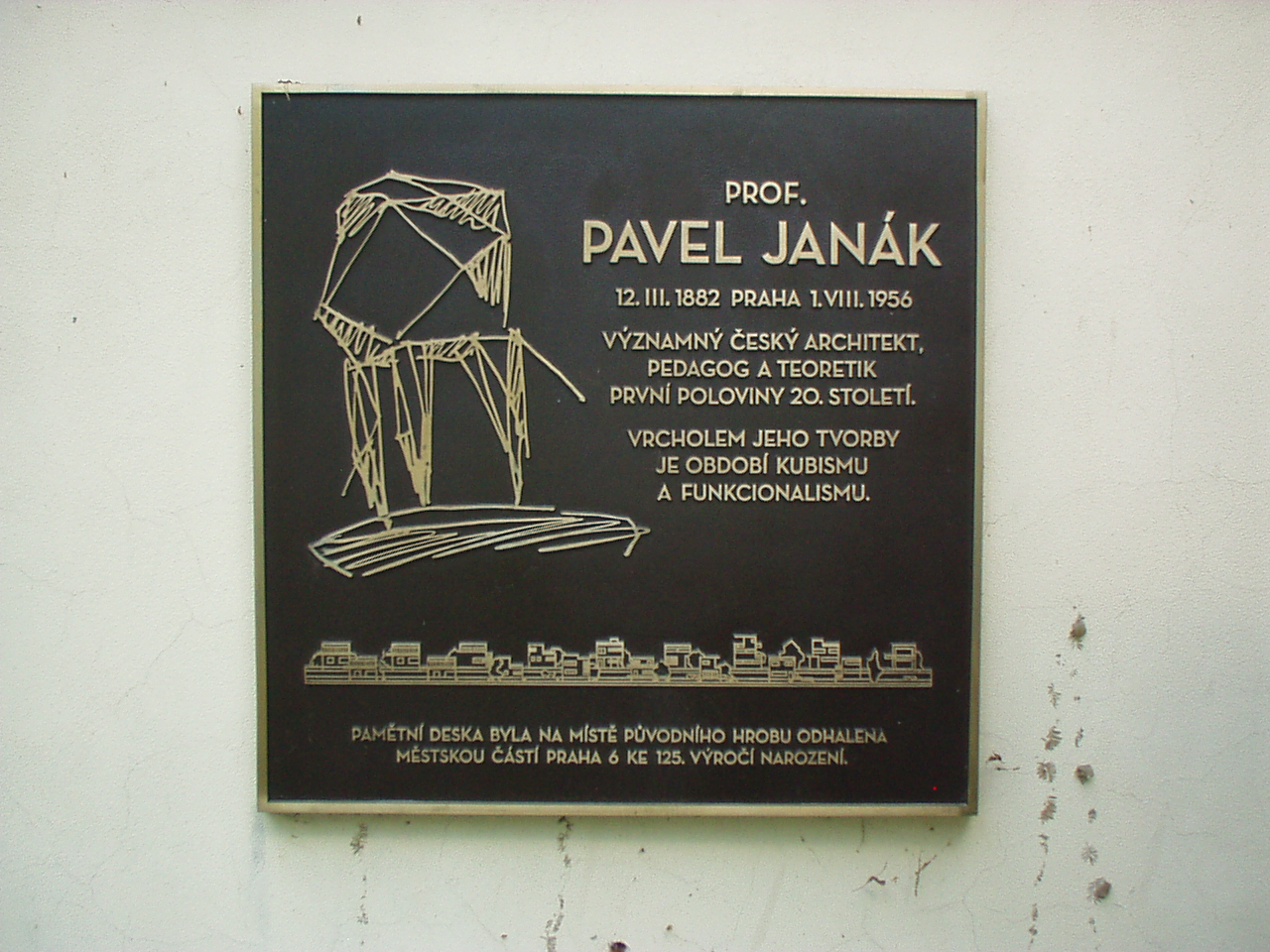
Мемориальная доска на Шарковском кладбище в Праге

## Биография
Павел Янак, закончив среднюю школу в 1899 году, поступил в Чешский технический университет в Праге на строительный факультет, где начал изучать гражданское строительство и архитектуру у профессора Йозефа Шульца. В то же время он учился в Немецком техническом университете под руководством Йосефа Зитека. Будучи студентом третьего курса, участвовал в конкурсе на реконструкцию здания Старой ратуши, а также получил первую премию и денежный приз за проект нового здания школы в Карлине.
В 1906 году Янак переехал в Австрию, в Вену, чтобы завершить своё образование у выдающегося архитектора Отто Вагнера. В Вене будущий архитектор познакомился с работами Йозефа Хоффмана и Адольфа Лооса. Во время учебы он совершил несколько поездок по Европе, а в 1907 году получил стипендию для поездки в Италию.
После возвращения в Прагу в 1908 году работал в архитектурном бюро Яна Котеры. Результатом этого сотрудничества стало создание выставочных павильонов на Юбилейной выставке 1908 года. В 1909 году Янак начал работать архитектором по контракту в отделе мостов Строительного управления Праги. Он также участвовал в 1914 году в создании чешского отделения Веркбунда, председателем которого он стал десять лет спустя. В 1921 году Павел Янак был назначен профессором Пражской художественно-промышленной школы (Vysoká škola uměleckoprůmyslová v Praze; VŠUP или UMPRUM), где преподавал до 1942 года. С середины 1930-х годов Янак всё более занимался проблемами охраны исторических памятников, что привело к его назначению в 1936 году главным архитектором Пражского Града. Первая крупная работа в этой области — реставрация Чернинского дворца, которую Янак провел в 1928—1934 годах в сотрудничестве с архитектором Отокаром Фирлингром. Благодаря своим познаниям в этой области он создал Управление историческими зданиями в новой Чехословацкой республике.
В 1952 году ему было присвоено звание лауреата Государственной премии первой степени. Павел Янак скончался 1 августа 1956 года. Похоронен на Шарковском кладбище возле костела св. Матея в Праге. В 1990-х годах могила этого выдающегося архитектора была разрушена администрацией пражских кладбищ.

## Творчество
Павел Янак считал себя представителем архитектурного модернизма. Он занимался проектированием «мебели в стиле кубизма». Пропагандировал искусство кубизма в статьях «Призма и пирамида» (1911) и «Возрождение фасада» (1913). В 1907 году он был соучредителем ассоциации художников, создающих промышленные объекты «Артель» (Artěl). В ней Янак сотрудничал с группой архитекторов и дизайнеров, среди которых были Йосеф Гочар, Вратислаф Гофман и Йосеф Хохол, развивавшие столь разные направления в искусстве как «чешский кубизм» и чешское барокко. Теория Янака сводилась к тому, что в природе существует сила, деформирующая материю и заставляющая её принимать самые необычные формы. То же и в искусстве. Например, дом в виде кристалла или призмы.
В 1911 году Павел Янак участвовал в основании «Группы творческих мастеров» (Skupina výtvarných umelcu). В 1912 году он совместно с Йосефом Гочаром основал «Пражские мастерские» (Pražské umělecké dílny), в которых, по замыслу художников, технические навыки работы с керамикой, стеклом и металлом следовало, переносить на производство мебели в «кубистическом стиле». В критических статьях об архитектуре Янак утверждал, что разнообразные материалы и конструкции, в значительной степени определяют характер зданий. Он опубликовал эту идею в исследовании «От архитектуры к современной архитектуре» в 1910 году, чем поставил себя в один ряд с рационалистами и функционалистами.
После окончания Первой мировой войны Янак обратился к новым художественным направлениям, основанным на представлениях о национальных формах архитектуры — искусству риджионализма. Важным произведением этого периода является Дворец Адрия в Праге (1922—1925).
В 1922 году Янак спроектировал павильон, который представлял Чехословакию на выставке в Рио-де-Жанейро. Павильон был построен в «деревенском стиле». Здание крематория Пардубице (1921—1923) также демонстрирует «национальный стиль».
Павел Янак проявил себя в области градостроительства; он разрабатывал конкурсные предложения по реконструкции отдельных частей генеральному планированию городов и занимался проблемами урбанизма. В основу своих предложений по решению проблем развития большого города он положил идею здорового образа жизни. Он проектировал дома максимум в четыре этажа, расположенные в два ряда, расстояние от которых соответствует двум высотам дома. По его замыслу, пространство между зданиями должно было быть заполнено садами и магазинами.
Самой известной реализацией такой урбанистической концепции стало Поселение Баба (Osada Baba) на юго-востоке мыса Баба в Дейвице в Праге. План был реализован в качестве одной из намеченных шести «колоний современного жилья» (kolonií moderního bydlení), запланированных по инициативе Веркбунда ещё в конце 1920-х — начале 1930-х годов. Эти колонии должны были способствовать современному функционалистскому строительству индивидуальных жилых домов, доступных для простых людей. Подробные планы были разработаны группой архитекторов в 1928—1932 годах, а строительство 31 дома в соответствии с экологической концепцией П. Янака началось 25 апреля. 1932 года. Проектирование и строительство собственного дома в этом поселении Янак доверил коллеге по проекту, архитектору Отокару Фирлингру.
Посёлок Баба является одним из хорошо сохранившихся, поскольку подобные постройки в Австрии и Германии были повреждены во время Второй мировой войны. Посёлок Баба с 1993 года является зоной исторического памятника и в 2020 году вместе с другими европейскими функционалистскими постройками отмечен «знаком европейского наследия».

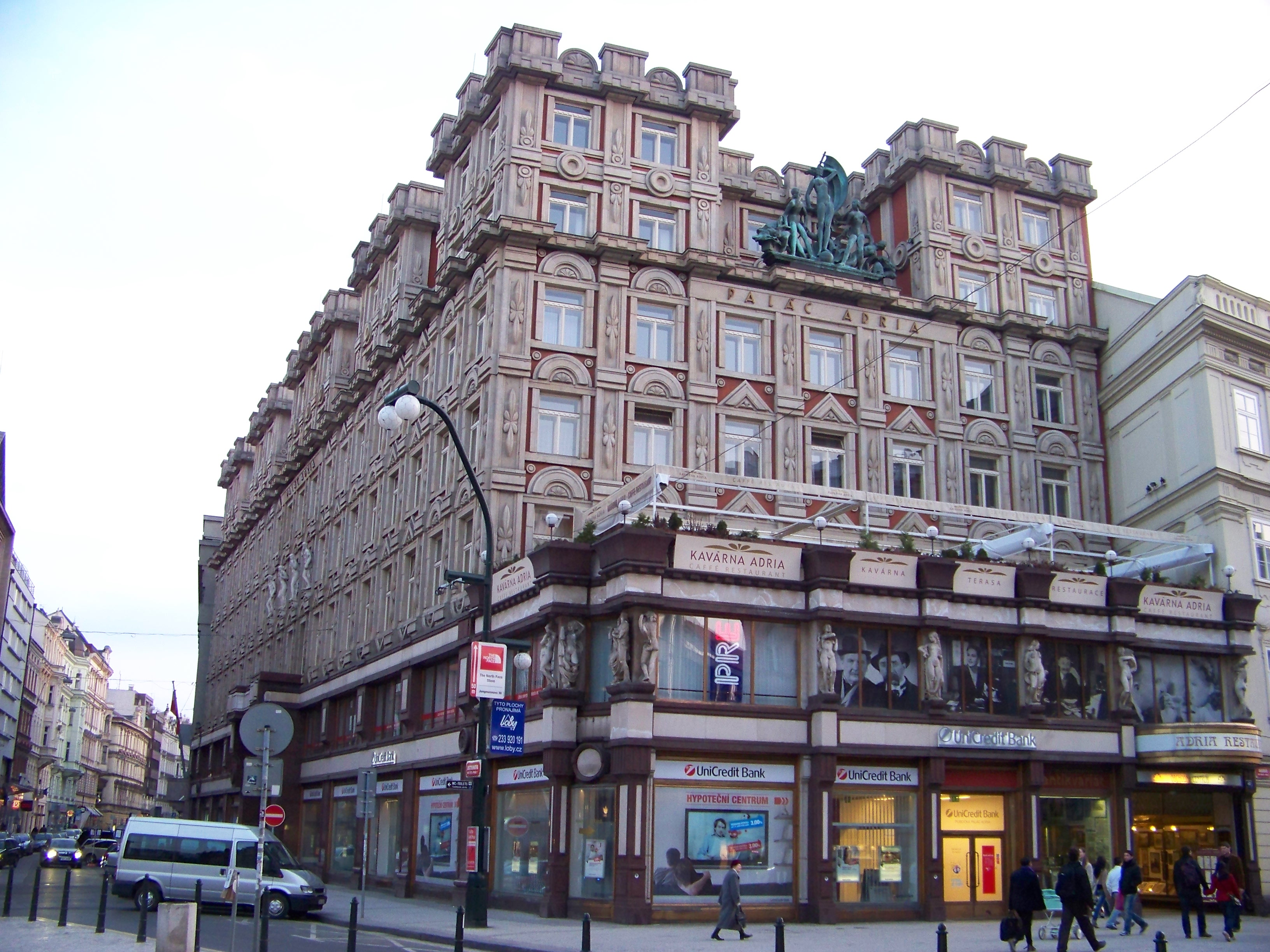
Дворец Адриа. Прага. 1922—1925
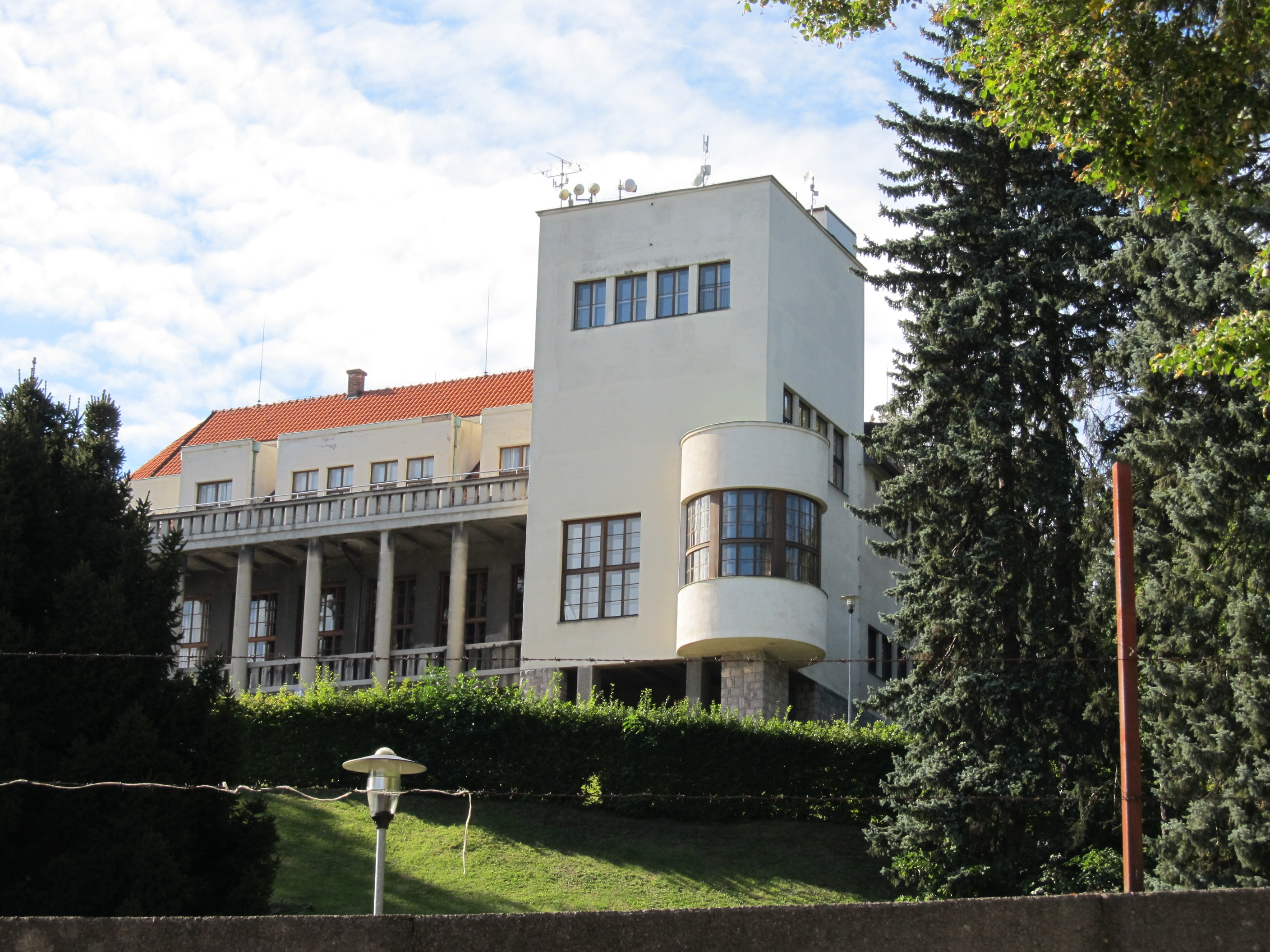
Вилла Йосефа Бартона. Наход. 1927—1928
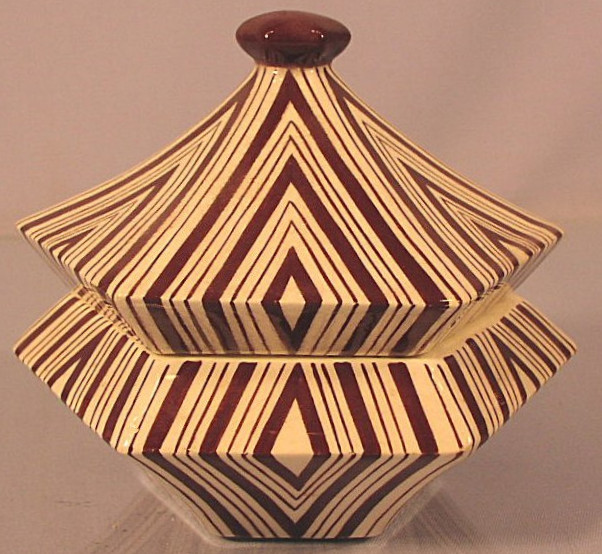
Керамическая шкатулка. Пражская «Артель». Ок. 1920
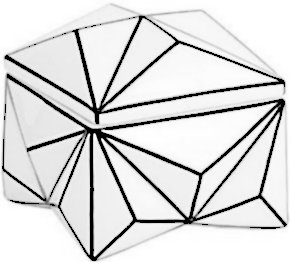
Artel Проект керамической шкатулки в стиле «чешского кубизма». 1911. Художественно-промышленный музей, Прага
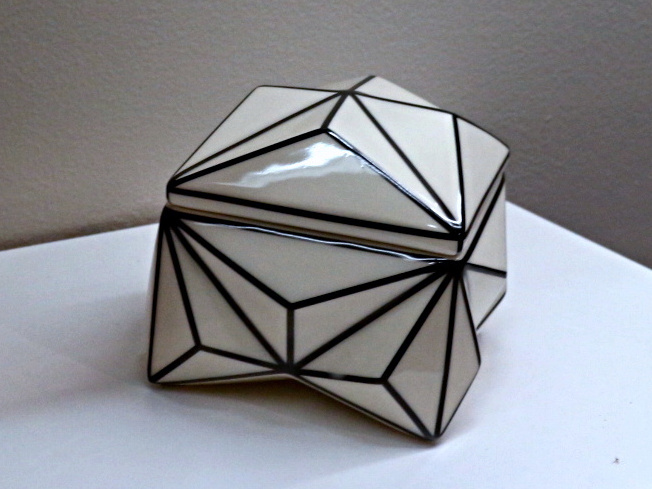
Сахарница. Национальный музей в Праге
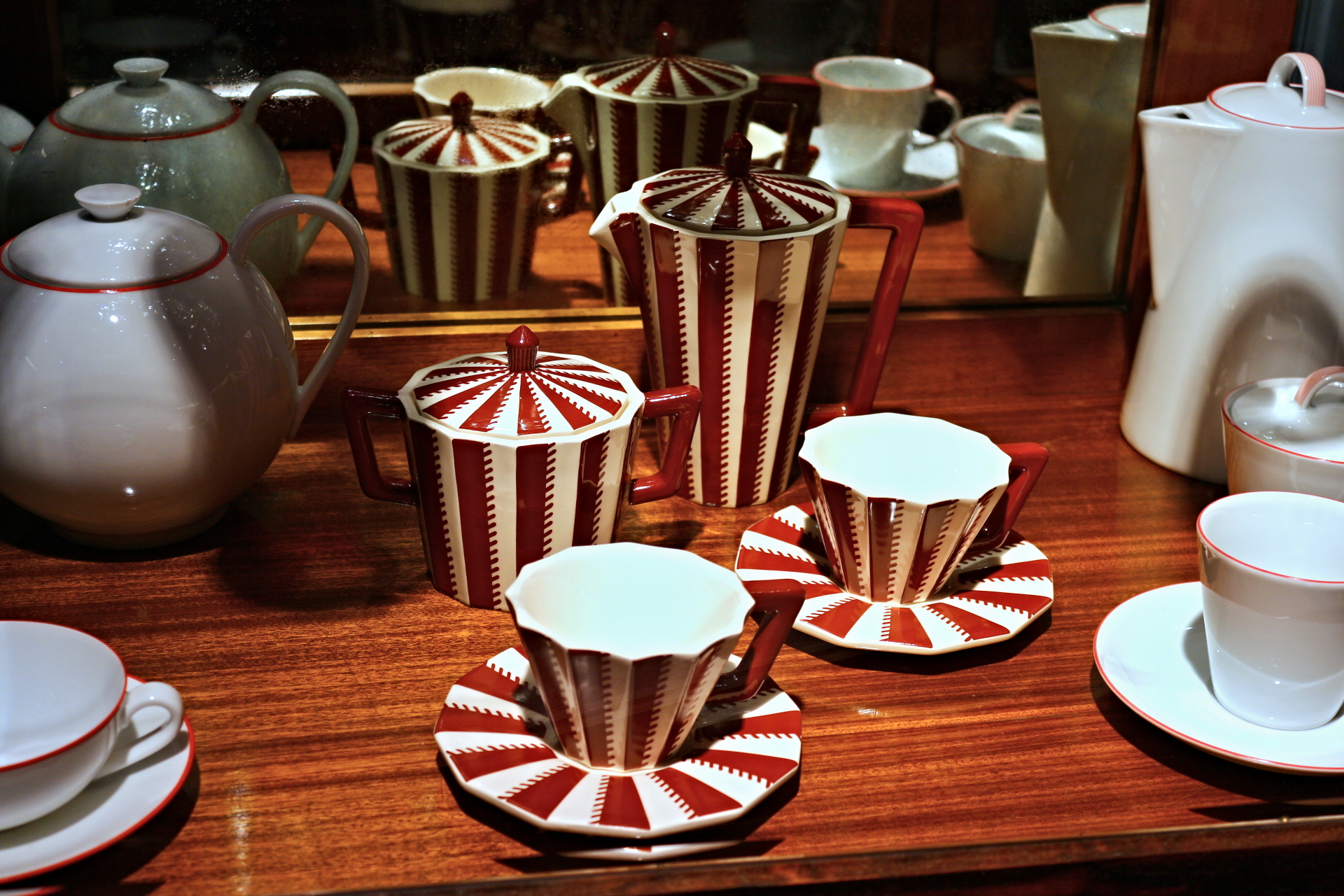
Набор посуды в стиле «чешского кубизма». Национальный музей в Праге
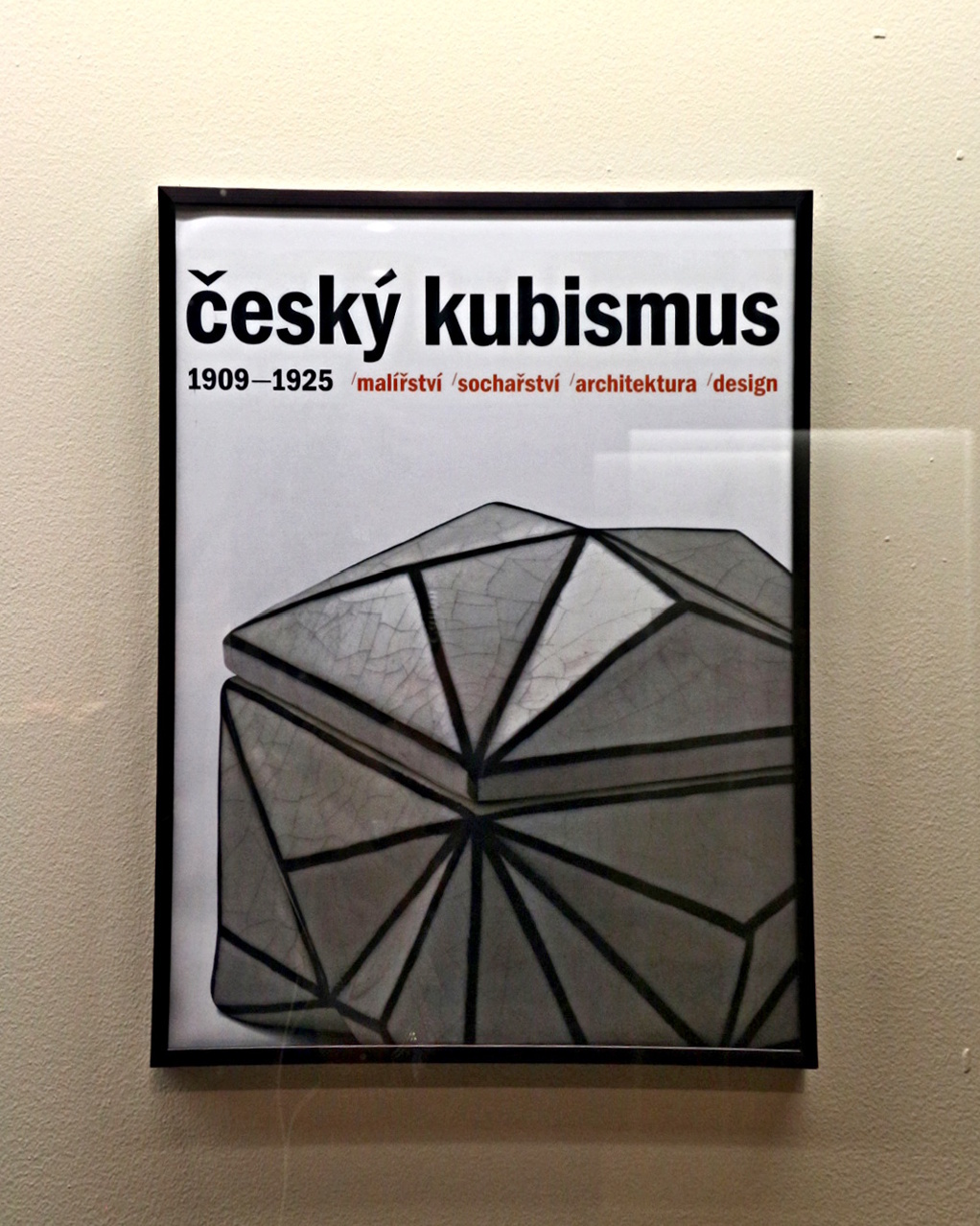
Плакат выставки «Чешский кубизм» в Национальном музее. Прага.  2017
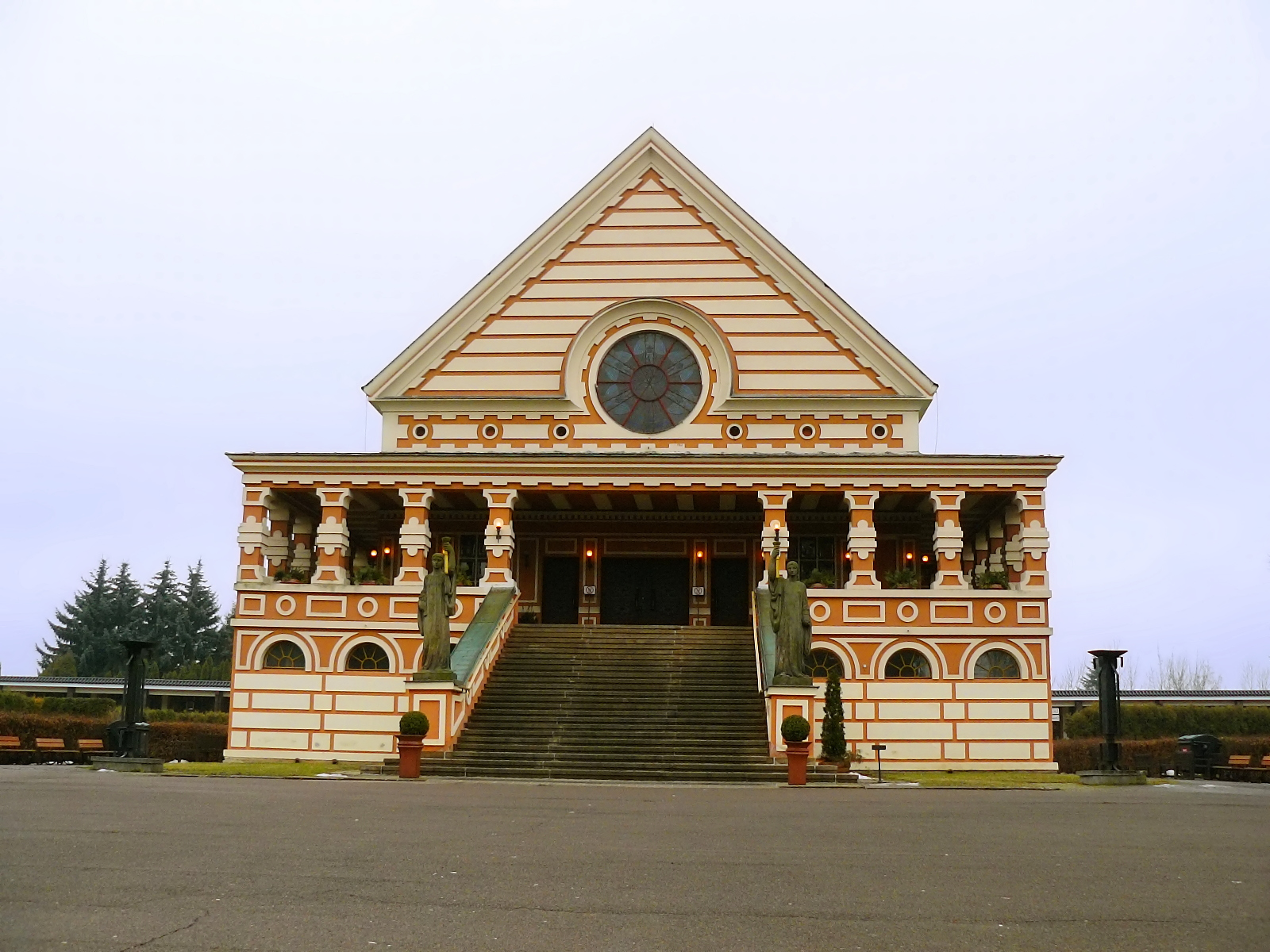
Здание крематория в Пардубице. 1921—1923
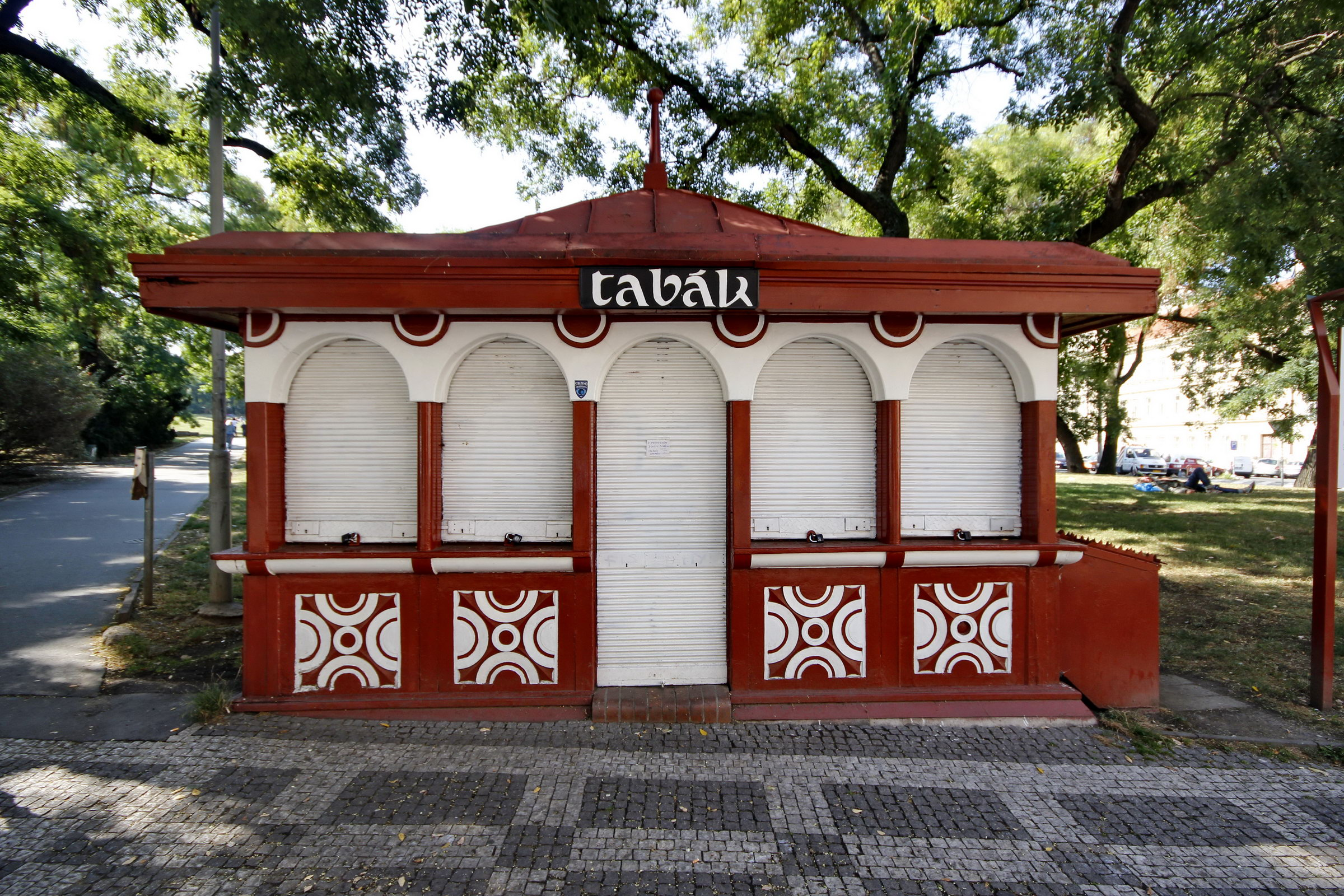
«Кубистический киоск». Прага. 1920-е гг.
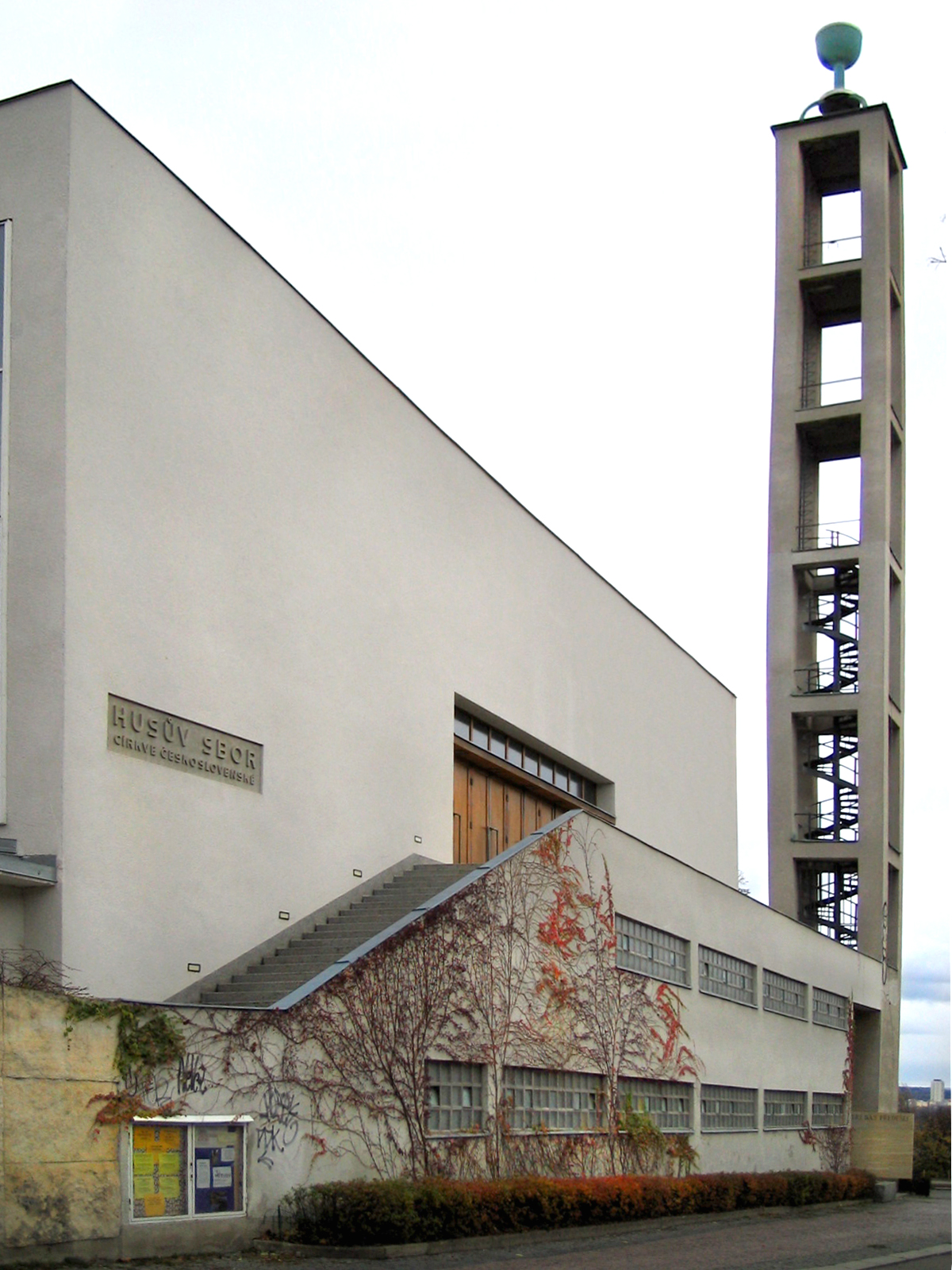
Гуситская церковь в Праге-Виноградах. 1930—1935
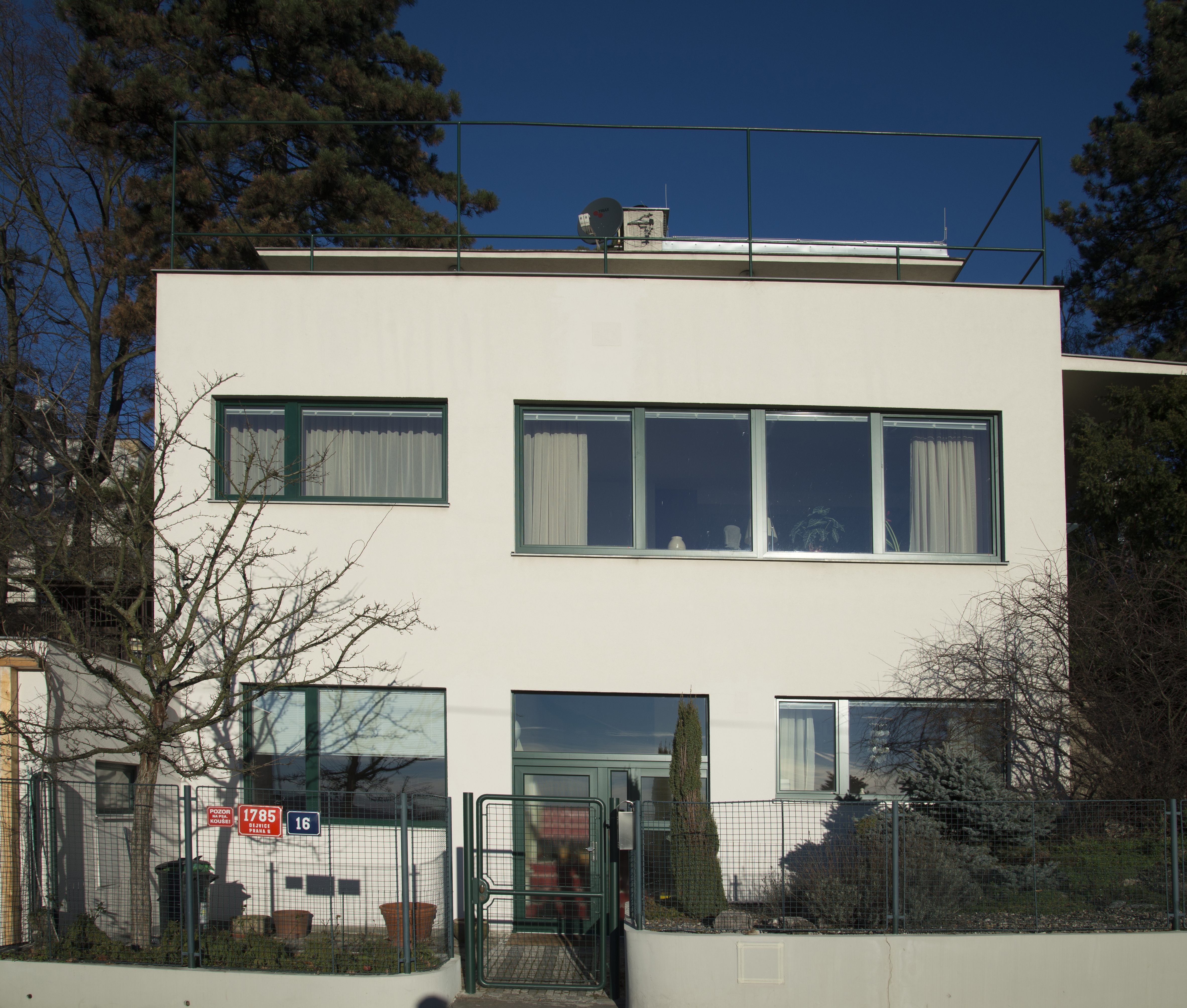
Вилла Янак. Осада Баба. 1932